# Phillip Island Trophy 2021
Il Phillip Island Trophy 2021 è stato un torneo professionistico di tennis giocato all'aperto sul cemento. È stata la prima edizione del torneo facente parte della categoria WTA 250 nell'ambito del WTA Tour 2021. Il torneo si è svolto a Melbourne Park, in Australia, dal 15 al 19 febbraio 2021. È organizzato in concomitanza alla seconda settimana degli Australian Open, per sopperire alla mancanza di tornei dovute alle restrizioni del governo dell'isola.

## Partecipanti al singolare

### Teste di serie
| Nazionalità | Giocatrice               | Ranking* | Testa di serie |
| ----------- | ------------------------ | -------- | -------------- |
| Stati Uniti | Sofia Kenin              | 4        | 1              |
| Canada      | Bianca Andreescu         | 9        | 2              |
| Regno Unito | Johanna Konta            | 15       | 3              |
| Croazia     | Petra Martić             | 19       | 4              |
| Cina        | Wang Qiang               | 34       | 5              |
| Cina        | Zhang Shuai              | 35       | 6              |
| Russia      | Anastasija Pavljučenkova | 39       | 7              |
| Stati Uniti | Danielle Collins         | 40       | 8              |
| Stati Uniti | Sloane Stephens          | 41       | 9              |
| Francia     | Caroline Garcia          | 43       | 10             |
| Cina        | Zheng Saisai             | 44       | 11             |
| Argentina   | Nadia Podoroska          | 45       | 12             |
| Rep. Ceca   | Marie Bouzková           | 50       | 13             |
| Lettonia    | Anastasija Sevastova     | 53       | 14             |
| Francia     | Alizé Cornet             | 54       | 15             |
| Svezia      | Rebecca Peterson         | 55       | 16             |

* Ranking al 8 febbraio 2021.

### Altre partecipanti
Le seguenti giocatrici hanno ricevuto una wildcard per il tabellone principale:
- Destanee Aiava
- Bianca Andreescu
- Kimberly Birrell
- Olivia Gadecki
- Sofia Kenin

Le seguenti giocatrici sono entrate in tabellone con il ranking protetto:
- Katie Boulter
- Zhu Lin

Le seguenti giocatrici sono passate dalle qualificazioni:
- Mona Barthel
- Mihaela Buzărnescu
- Lizette Cabrera
- Francesca Jones
- Varvara Lepchenko
- Rebecca Marino
- Ankita Raina
- Kamilla Rachimova

Le seguenti giocatrici sono entrate in tabellone come lucky loser:
- Lesja Curenko
- Gabriella Da Silva-Fick
- Monica Niculescu

### Ritiri
Prima del torneo
- Ekaterina Aleksandrova → sostituita da  Lesja Curenko
- Amanda Anisimova → sostituita da  Ajla Tomljanović
- Catherine Bellis → sostituita da  Dar'ja Kasatkina
- Belinda Bencic → sostituita da  Nao Hibino
- Jennifer Brady → sostituita da  Zhu Lin
- Fiona Ferro → sostituita da  Lauren Davis
- Cori Gauff → sostituita da  Danka Kovinić
- Polona Hercog → sostituita da  Irina-Camelia Begu
- Madison Keys → sostituita da  Anna Blinkova
- Johanna Konta → sostituita da  Gabriella Da Silva-Fick
- Veronika Kudermetova → sostituita da  Zarina Dijas
- Svetlana Kuznecova → sostituita da  Christina McHale
- Ons Jabeur → sostituita da  Madison Brengle
- Dajana Jastrems'ka → sostituita da  Sara Sorribes Tormo
- Magda Linette → sostituita da  Misaki Doi
- Elise Mertens → sostituita da  Katie Boulter
- Kristina Mladenovic → sostituita da  Aljaksandra Sasnovič
- Garbiñe Muguruza → sostituita da  Ana Bogdan
- Jeļena Ostapenko → sostituita da  Varvara Gračëva
- Julija Putinceva → sostituita da  Wang Yafan
- Alison Riske → sostituita da  Anastasija Potapova
- Elena Rybakina → sostituita da  Andrea Petković
- Laura Siegemund → sostituita da  Greet Minnen
- Barbora Strýcová → sostituita da  Tímea Babos
- Iga Świątek → sostituita da  Ljudmila Samsonova
- Donna Vekić → sostituita da  Maddison Inglis
- Markéta Vondroušová → sostituita da  Sara Errani
- Heather Watson → sostituita da  Elisabetta Cocciaretto
- Zhang Shuai → sostituita da  Monica Niculescu

Durante il torneo
- Zarina Dijas
- Nao Hibino
- Danka Kovinić
- Sara Sorribes Tormo
- Patricia Maria Țig

## Partecipanti al doppio

### Teste di serie
| Nazione       | Giocatore          | Nazione       | Giovatore          | Ranking* | Testa di serie |
| ------------- | ------------------ | ------------- | ------------------ | -------- | -------------- |
| Taipei cinese | Chan Hao-ching     | Taipei cinese | Latisha Chan       | 32       | 1              |
| Romania       | Monica Niculescu   | Cina          | Yang Zhaoxuan      | 108      | 2              |
| Stati Uniti   | Kaitlyn Christian  | Stati Uniti   | Sabrina Santamaria | 132      | 3              |
| Romania       | Andreea Mitu       | Romania       | Ioana Raluca Olaru | 138      | 4              |
| Georgia       | Oksana Kalašnikova | Svezia        | Cornelia Lister    | 143      | 5              |
| Belgio        | Kirsten Flipkens   | Belgio        | Greet Minnen       | 145      | 6              |
| Giappone      | Makoto Ninomiya    | Cina          | Wang Yafan         | 147      | 7              |
| Giappone      | Misaki Doi         | Giappone      | Nao Hibino         | 151      | 8              |

* Ranking aggiornato all'8 febbraio 2021.

### Altre partecipanti
Le seguenti coppie hanno ricevuto una wild card:
- Destanee Aiava /  Charlotte Kempenaers-Pocz

### Ritiri
Durante il torneo
- Kimberly Birrell /  Olivia Gadecki
- Marie Bouzková /  Sara Sorribes Tormo
- Misaki Doi /  Nao Hibino

## Punti e montepremi
| Torneo              | V        | F        | SF       | QF      | 3T      | 2T      | 1T      | Q    | Q1      |
| Singolare           | 280      | 180      | 110      | 60      | 30      | 16      | 1       | 12   | 1       |
| Premi in denaro ($) | $ 28 500 | $ 20 850 | $ 11 100 | $ 5 250 | $ 2 700 | $ 1 900 | $ 1 400 | N.D. | $ 1 211 |
| Doppio              | 280      | 180      | 110      | 60      | N.D.    | 16      | 1       | N.D. | N.D.    |
| Premi in denaro ($) | $ 8 000  | $ 5 000  | $ 3 000  | $ 1 500 | N.D.    | $ 1 300 | $ 1 000 | N.D. | N.D.    |

## Campionesse

### Singolare
Il torneo si è concluso con la vittoria di  Dar'ja Kasatkina che ha battuto in finale per 4–6, 6–2, 6–2 la finalista  Marie Bouzková.

### Doppio
La coppia  Ankita Raina /  Kamilla Rachimova ha battuto in finale per 2–6, 6–4, [10]–[7] la coppia formata da Anna Blinkova / Anastasija Potapova.